# Bernt Engelmann
Bernt Engelmann (ur. 20 stycznia 1921 w Berlinie, zm. 14 kwietnia 1994 w Monachium) – niemiecki pisarz.

## Życiorys
Od 1977 do 1983 przewodniczący Związku Pisarzy Niemieckich w RFN, autor publicystyki społecznej zawierającej krytykę współczesnego społeczeństwa zachodnioniemieckiego i niemieckiej tradycji narodowej, czego dał wyraz m.in. w książce My poddani z 1974. Inne jego dzieło to Wielki Federalny Krzyż Zasługi. Powieść faktu.
Bernt Engelmann, pochodzenia żydowsko-hugenocko-germańsko-słowiańskiego, uważał się za Prusaka (Preußen: Land der unbegrenzten Möglichkeiten, 1979, pol. Prusy. Kraj nieograniczonych możliwości, 1984).